# اوم شینریکو
اوم‌شینریکیو یک فرقه ژاپنی است که در چندین کشور به عنوان گروه تروریستی شناخته شده‌است، این گروه در سال ۱۹۸۴ توسط شوکو آساهارا به وجود آمد. در سال ۱۹۹۵ اعضای این فرقه مبادرت به پخش گاز سارین در متروی توکیو کردند در این حملات سیزده نفر کشته و بیش از پنجاه نفر مجروح شدند و هزاران نفر دیگر برای مدتی با عوارض جسمی از این حملات دست به گریبان بودند.
اوم‌شینریکیو، که معنی آن «حقیقت عالی» است در دهه ۱۹۸۰ به عنوان یک گروه معنوی که بر پایه تلفیق باورهای هندوها و بوداییان بود، به وجود آمد اما به تدریج به فرقه‌ای تبدیل شد که موجودیت خود را بر اساس پیشگویی‌های مسیحیت درباره آخرالزمان، قرار داد.